# Мелоццо да Форли
Мелоццо да Форли, Мелоццо ди Джулиано дельи Амбрози (итал. Melozzo da Forli, Melozzo di Giuliano degli Ambrosi); 8 июня 1438, Форли, Эмилия-Романья — 8 ноября 1494, Форли) — живописец и архитектор эпохи итальянского Возрождения периода кватроченто.

## Биография
Художник родился в 1438 году в Форли, где его семья «де Амброзиис», или «де Амброксиис» (de Ambrosiis, de Ambroxiis), насчитывала по меньшей мере четыре поколения. Профессия его отца, Джулиано ди Мелоццо, неизвестна; однако мы знаем, что семья была не чужда местной художественной среде, поскольку мать, Якопа ди Франческо, приходилась невесткой Маттео ди Ричевуто, архитектору Палаццо дель Подеста в Форли, а его брат Франческо был ювелиром. Брак его сестры Маргeриты принёс ему дальние родственные связи с двумя художниками: Паоло и Бартоломео ди Санте.
Мы мало что знаем о раннем обучении Мелоццо, за исключением того, что он был учеником джоттеска Бальдассарре Каррари Старшего. Предполагается его художественное формирование мастерами местной «школы Форливезе» (Forlivese), в которой тогда доминировал Ансуино да Форли (Ansuino da Forlì); оба находились под влиянием творчества Андреа Мантеньи и Пьеро делла Франчески. Имя Мелоццо впервые упоминается в документах Форли в 1460 году, а затем снова в 1464 году.
С 1464 года Мелоццо работал в Риме для папы Сикста IV и его племянника, властителя Форли — Джироламо Риарио. Для последнего он выстроил на Марсовом поле дворец, впоследствии перестроенный в Палаццо Альтемпс. Писал фрески в базилике Сан-Марко, встроенной в Палаццо Венеция.
В 1477 году он закончил свою первую крупную работу в Риме, одно из лучших своих произведений — роспись библиотеки Ватикана. От росписи сохранился фрагмент «Учреждение Ватиканской библиотеки папой Сикстом IV» (1477, Ватиканская апостольская библиотека). Композиция, напоминающая работы Пьеро делла Франчески, выполнена как групповой портрет на фоне интерьера сложной архитектуры: Сикст IV назначает Бартоломео Платину библиотекарем. Фреска перенесена на холст и помещена в Пинакотеку Ватикана.
Мелоццо да Форли был среди основателей римской гильдии живописцев: «Объединения живописцев, миниатюристов и вышивальщиц» (Università dei Pittori, Miniatori e Ricamatori), устав и привилегии которой были обновлены при папе Сиксте IV 17 декабря 1478 года, — будущей Академии Святого Луки в Риме.
Примерно в этот период, между 1464 и 1467 годами, Мелоццо да Форли сотрудничал с Антониаццо Романо в работе над фресками в базилике Санти-Апостоли, в капелле кардинала Виссариона Никейского (La Cappella di Bessarione), просветителя XV столетия, византийского философа, выступавшего инициатором воссоединения православной и католической церквей.
Затем Мелоццо переехал в Урбино, вероятно, между 1465 и 1474 годами. Там он встретил Пьеро делла Франческу, который оказал глубокое влияние на Мелоццо, своими живописными достижениями и использованием приёмов прямой линейной перспективы.
Примерно в 1472—1474 годах кардинал Пьетро Риарио, племянник папы Сикста IV, поручил Мелоццо расписать свод апсиды в базилике Санти-Апостоли в Риме на тему «Вознесение Христа». В этой работе Христос изображён смело и эффектно. Выдающиеся фрески Мелоццо да Форли были сняты со стен в 1711 году при перестройке храма. Фрагмент с «Вознесением Христа» находится на лестнице Квиринальского дворца; другие части хранятся в сакристии собора Святого Петра. Фрагменты с изображениями музицирующих ангелов экспонируются в IV зале Пинакотеки Ватикана. Эти произведения оказали воздействие на творчество молодого Рафаэля Санти.
Еще одно произведение римского периода — фреску Мелоццо да Форли «Благовещение Марии» можно увидеть в седьмой капелле римского Пантеона.
Последней работой Мелоццо в Риме была капелла, ныне разрушенная, в церкви Санта-Мария-ин-Трастевере. После смерти Сикста IV в 1484 году Мелоццо переехал из Рима в Лорето. Там он написал фреску в куполе сакристии Сан-Марко (Камера дель Тезоро) в базилике Санта-Каза по заказу кардинала Джироламо Бассо делла Ровере. Это один из ранних примеров купола, расписанного перспективной «обманкой» (фр. trompe-l'œil — «обманчивый глаз», «обманчивая видимость»), как и «обманчивый купол» Андреа Мантеньи в росписи Камеры дельи Спози в Мантуе (1473).
Мелоццо также расписал купол церкви капуцинов в Форли (разрушена в 1651 году). В Урбино написал серию портретов выдающихся личностей: Платона, Данте, Сикста IV и других (теперь разделены между собранием Палаццо Барберини и коллекцией Кампана в Париже). В 1493 году он работал над росписями Палаццо Комунале в Анконе. В конце концов Мелоццо вернулся в Форли.
Мелоццо умер 8 ноября 1494 года в Форли и похоронен в церкви Сантиссима Тринита (Пресвятой Троицы). Его учеником был Марко Пальмеццано.

## Галерея

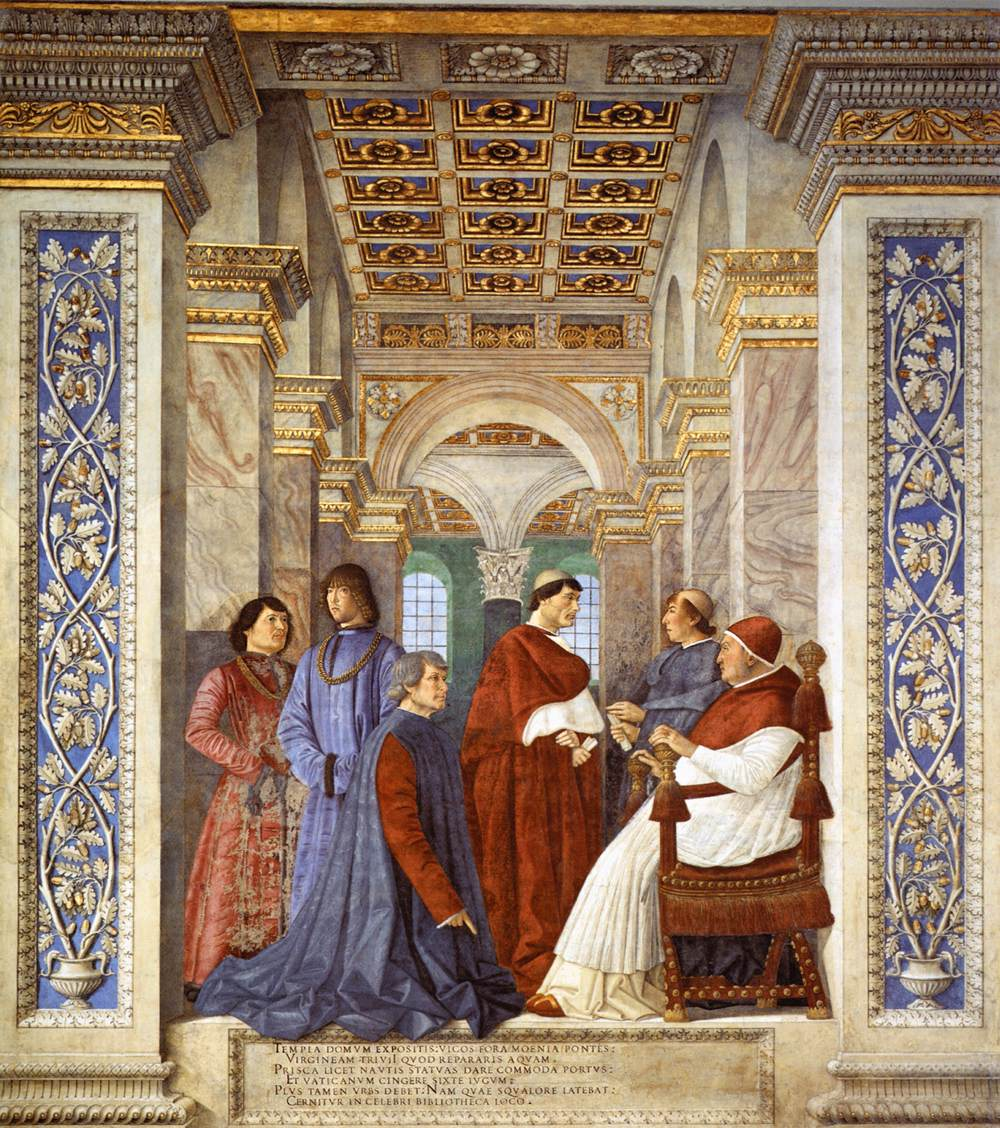
Учреждение Ватиканской библиотеки папой Сикстом IV. 1477. Фреска. Ватиканская апостольская библиотека
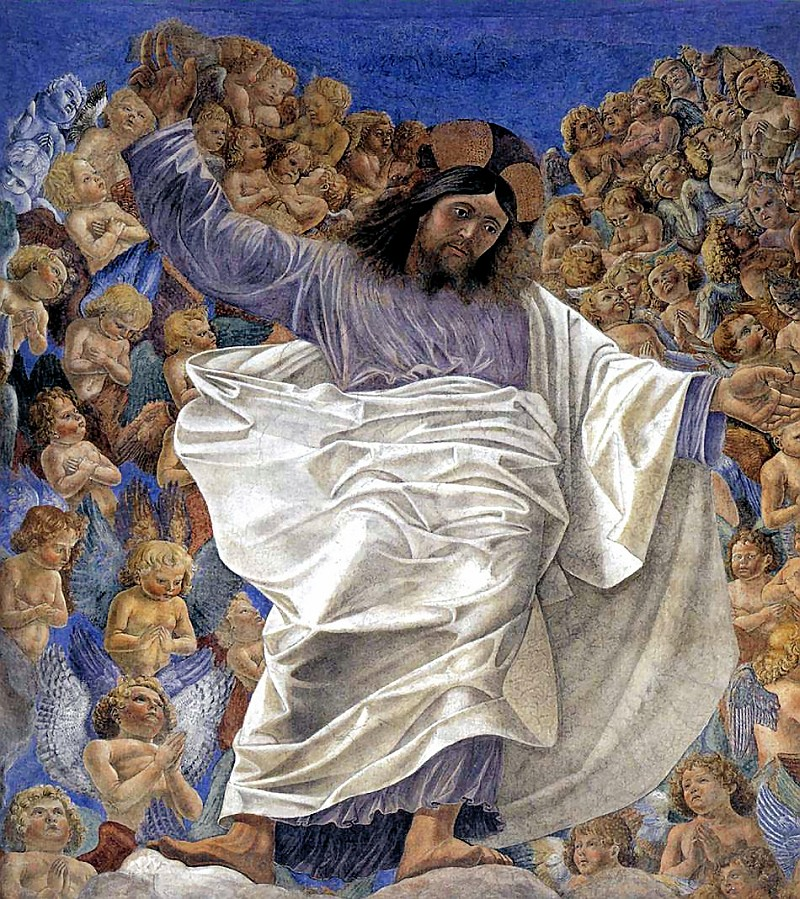
Вознесение (Триумф) Христа. Деталь росписи свода апсиды церкви Санти-Апостоли в Риме. 1483. Роспись перенесена на холст. Квиринальский дворец, Рим
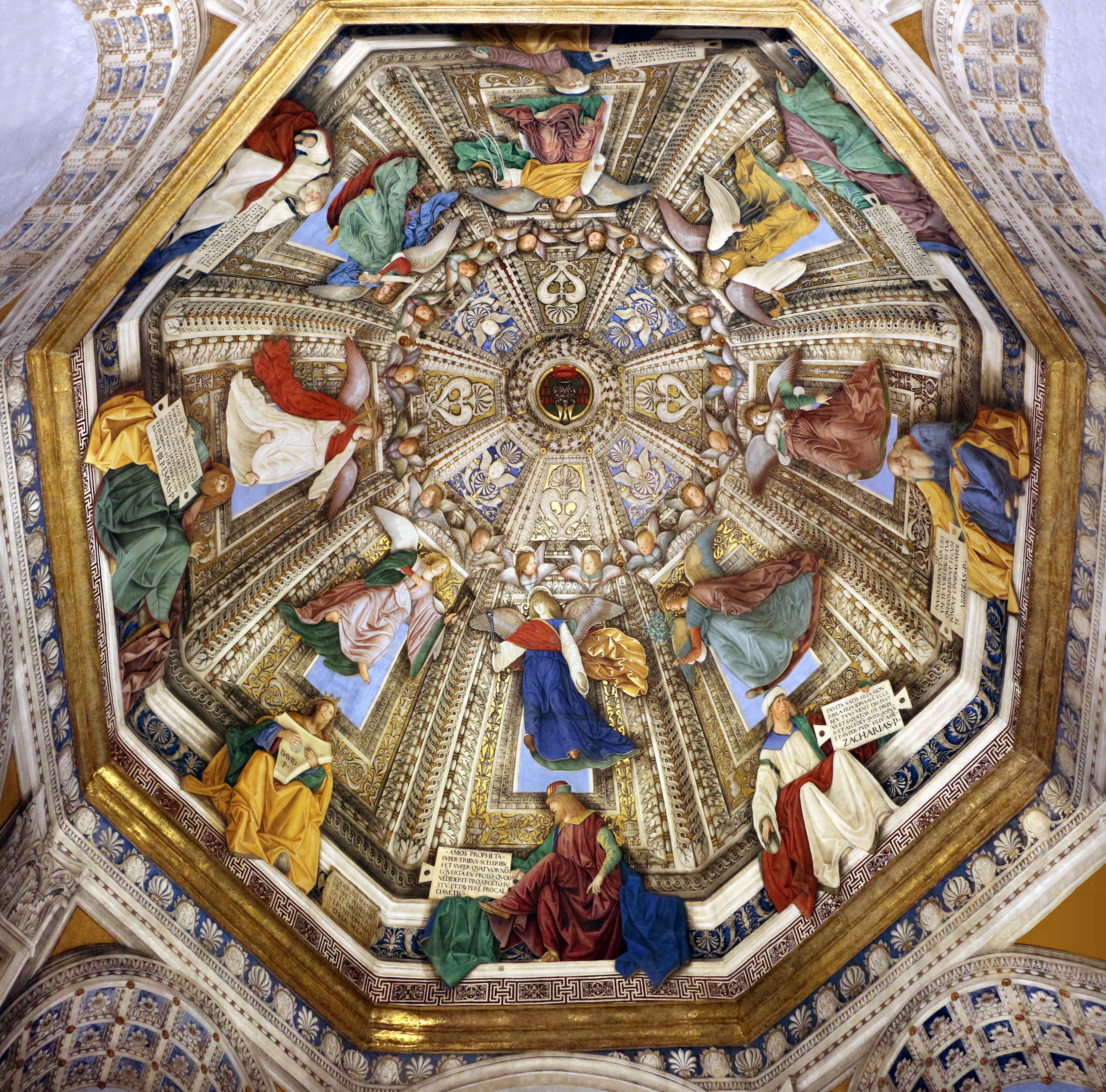
Роспись купола сакристии (Камеры дель Тезоро) в базилике Санта-Каза, Лорето. 1484
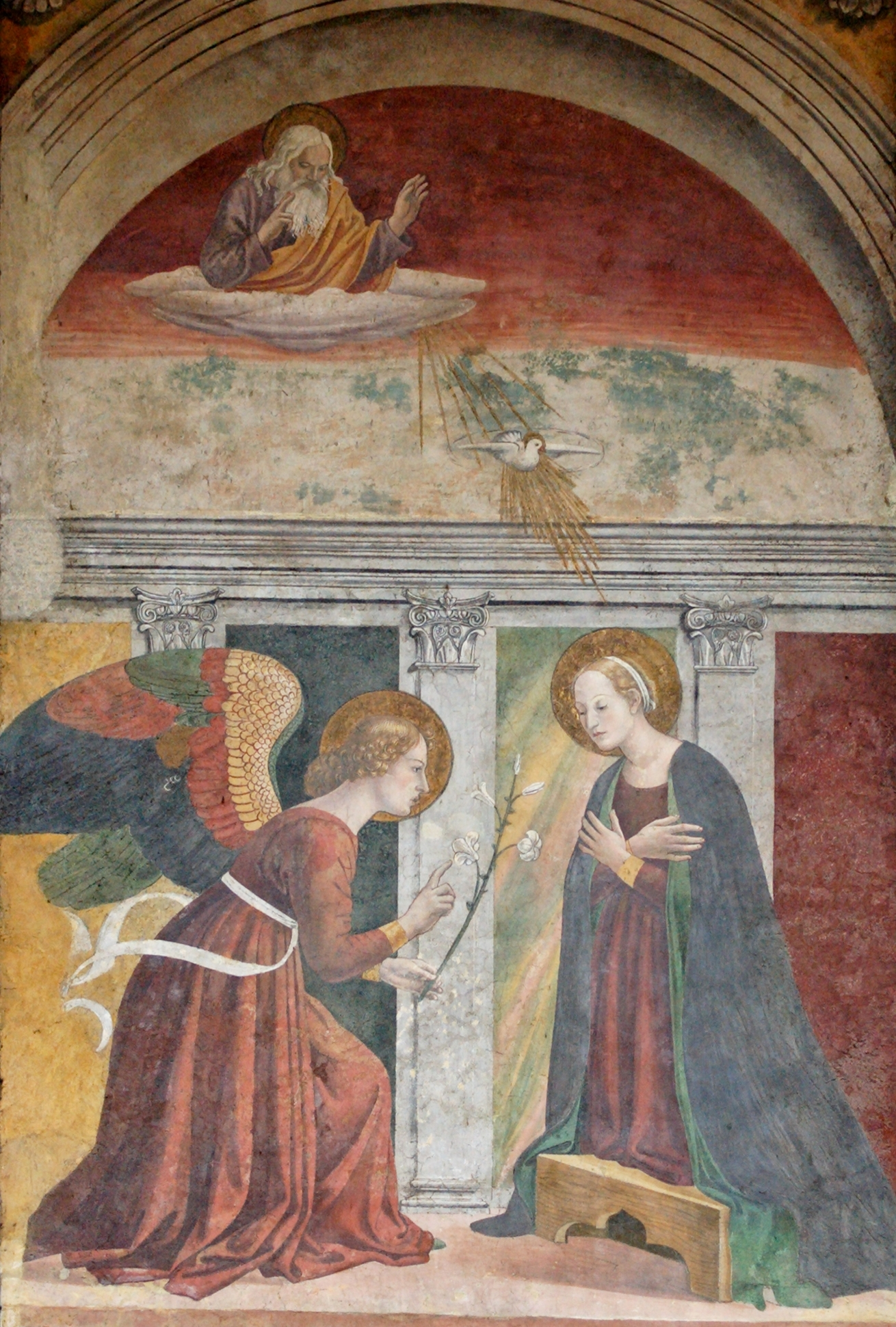
Благовещение Марии. Фреска. Пантеон, капелла VII, Рим

Музицирующие ангелы. Детали фрески церкви Санти-Апостоли в Риме. 1472—1474. Ватиканская пинакотека

## Оценки творческого наследия
Несмотря на то, что немногие работы Мелоццо да Форли сохранились, критики сходятся во мнении, что он внёс существенный вклад в развитие изобразительного искусства ренессансной Италии. Не будучи выдающимся колористом, он тщательно рисовал и моделировал фигуры до полной завершённости формы. Он сочетал иллюзионистское использование перспективы, типичное для Андреа Мантеньи, с монументальными фигурами, что близко к манере Пьеро делла Франческа. Он был первым, кто с успехом практиковал ракурсы плафонных росписей «снизу вверх, под потолок» (итал. pittura di sotto in su), получая ту особую перспективу, которую стали называть по имени художника: «мелоццианой».
Выдающийся австрийский историк искусства Макс Дворжак писал о художнике: «Исходя из объёмности фигур, Мелоццо принимается за поиски средства, позволяющего добиться сочетания трёхмерного проявления пространства и пластического воздействия своих персонажей. Так мы оказываемся перед первой фазой того развития, благодаря которому возникает монументальная живопись в совершенно ином понимании этого слова… то решение, на котором основывается вся живопись барокко».
Творчество Мелоццо да Форли оказало существенное влияние на формирование следующего поколения мастеров «римского классицизма» Высокого Возрождения в Италии — Донато Браманте, Рафаэля, Микеланджело.